# كيرنز كرايغ
كيرنز كرايغ (بالإنجليزية: Cairns Craig)‏ هو مؤرخ أدبي بريطاني، ولد في 16 فبراير 1949.